# David Prinosil
David Prinosil (* 6. března 1973 Olomouc) je bývalý německý profesionální tenista. Během tenisové kariéry vyhrál celkem tři turnaje ve dvouhře a 10 titulů ve čtyřhře. V roce 1993 se dostal s Marc-Kevin Goellnerem do finále čtyřhry na French Open. V roce 1996 získal na olympijských hrách v Atlantě bronzovou medailí ve čtyřhře spolu s krajanem Goellnerem. Jeho nejlepším výsledkem ve světovém žebříčku ATP bylo 28. místo ve dvouhře, a 12. ve čtyřhře.
Byl členem německého týmu Davis Cupu v letech 1996–2003, odehrál deset dvouher a dvanáct čtyřher.

## Finálové účasti na turnajích ATP (27)
| Legenda (před/po roku 2009)                                   |
| Grand Slam (0)                                                |
| Tennis Masters Cup / ATP World Tour Finals (0)                |
| ATP Masters Series / ATP World Tour Masters 1000 (0)          |
| ATP International Series Gold / ATP World Tour 500 Series (1) |
| ATP International Series / ATP World Tour 250 Series (3)      |

### Dvouhra - výhry (3)
| Č. | Datum             | Turnaj                 | Povrch  | Soupeř ve finále | Výsledek       |
| -- | ----------------- | ---------------------- | ------- | ---------------- | -------------- |
| 1. | 10. červenec 1995 | Newport, Spojené státy | tráva   | David Wheaton    | 7-63, 5-7, 6-2 |
| 2. | 20. říjen 1996    | Ostrava, Česko         | koberec | Petr Korda       | 6-1, 6-2       |
| 3. | 18. červen 2000   | Halle, Německo         | tráva   | Richard Krajicek | 6-3, 6-2       |

### Dvouhra - prohry (3)
| Č. | Datum           | Turnaj           | Povrch  | Soupeř ve finále    | Výsledek      |
| -- | --------------- | ---------------- | ------- | ------------------- | ------------- |
| 1. | 15. březen 1998 | Kodaň, Dánsko    | koberec | Magnus Gustafsson   | 6-3, 1-6, 1-6 |
| 2. | 14. únor 1999   | Petrohrad, Rusko | koberec | Marc Rosset         | 3-6, 4-6      |
| 3. | 29. říjen 2000  | Moskva, Rusko    | koberec | Jevgenij Kafelnikov | 2-6, 5-7      |

### Čtyřhra - výhry (10)
| Č.  | Datum           | Tournaj                    | Povrch  | Partner             | Soupeři ve finále               | Výsledek       |
| 1.  | 1. březen 1992  | Rotterdam, Nizozemsko      | koberec | Marc-Kevin Goellner | Paul Haarhuis Mark Koevermans   | 6-2, 6-7, 7-6  |
| 2.  | 30. srpen 1992  | Umag, Chorvatsko           | antuka  | Richard Vogel       | Sander Groen Lars Koslowski     | 6-3, 6-7, 7-6  |
| 3.  | 29. srpen 1993  | Long Island, Spojené státy | tvrdý   | Marc-Kevin Goellner | Arnaud Boetsch Olivier Delaitre | 6-7, 7-5, 6-2  |
| 4.  | 24. srpen 1997  | Long Island, Spojené státy | tvrdý   | Marcos Ondruska     | Mark Keil T.J. Middleton        | 6-4, 6-4       |
| 5.  | 18. říjen 1998  | Ostrava, Česko             | koberec | Nicolas Kiefer      | David Adams Pavel Vízner        | 6-4, 6-3       |
| 6.  | 17. říjen 1999  | Vídeň, Rakousko            | tvrdý   | Sandon Stolle       | Piet Norval Kevin Ullyett       | 6-3, 6-4       |
| 7.  | 5. březen 2000  | Kodaň, Dánsko              | tvrdý   | Martin Damm         | Jonas Björkman Sébastien Lareau | 6-1, 5-7, 7-5  |
| 8.  | 29. říjen 2000  | Moskva, Rusko              | koberec | Jonas Björkman      | Jiří Novák David Rikl           | 6-2, 6-3       |
| 9.  | 19. srpen 2001  | Washington, Spojené státy  | tvrdý   | Martin Damm         | Bob Bryan Mike Bryan            | 7-65, 6-3      |
| 10. | 16. červen 2002 | Halle, Německo             | tráva   | David Rikl          | Jonas Björkman Todd Woodbridge  | 4-6, 7-65, 7-5 |

### Čtyřhra – prohra ve finále (11)
| Č.  | Datum           | Turnaj                     | Povrch  | Partner             | Soupeři ve finále                | Výsledek           |
| 1.  | 6. červen 1993  | French Open, Francie       | antuka  | Marc-Kevin Goellner | Luke Jensen Murphy Jensen        | 4-6, 7-6, 4-6      |
| 2.  | 10. říjen 1993  | Toulouse, Francie          | tvrdý   | Udo Riglewski       | Byron Black Jonathan Stark       | 5-7, 6-7           |
| 3.  | 24. říjen 1993  | Vídeň, Rakousko            | koberec | Mike Bauer          | Byron Black Jonathan Stark       | 3-6, 6-7           |
| 4.  | 6. březen 1994  | Kodaň, Dánsko              | koberec | Udo Riglewski       | Martin Damm Brett Steven         | 3-6, 4-6           |
| 5.  | 30. březen 1997 | Petrohrad, Rusko           | koberec | Daniel Vacek        | Andrej Olchovskij Brett Steven   | 4-6, 3-6           |
| 6.  | 12. říjen 1997  | Vídeň, Rakousko            | koberec | Marc-Kevin Goellner | Ellis Ferreira Patrick Galbraith | 3-6, 4-6           |
| 7.  | 7. březen 1999  | Kodaň, Dánsko              | koberec | Marc-Kevin Goellner | Max Mirnyj Andrej Olchovskij     | 7-65, 6-74, 1-6    |
| 8.  | 18. červen 2000 | Halle, Německo             | tráva   | Mahesh Bhupathi     | Nicklas Kulti Mikael Tillström   | 6-74, 6-74         |
| 9.  | 8. říjen 2000   | Hongkong, Čína             | tvrdý   | Dominik Hrbatý      | Wayne Black Kevin Ullyett        | 1-6, 2-6           |
| 10. | 28. leden 2001  | Australian Open, Austrálie | tvrdý   | Byron Black         | Jonas Björkman Todd Woodbridge   | 1-6, 7-5, 4-6, 4-6 |
| 11. | 12. srpen 2001  | Cincinnati, Spojené státy  | tvrdý   | Martin Damm         | Mahesh Bhupathi Leander Paes     | 6-73, 3-6          |

## Davisův pohár
- Zúčastnil se 14 zápasů v Davisově poháru [1] za tým Německa.
- Bilance dvouhra 4-6
- Bilance čtyřhra 7-5

## Postavení na žebříčku ATP na konci sezóny

### Dvouhra
| Rok    | 1990 | 1991   | 1992   | 1993  | 1994   | 1995  | 1996  | 1997  | 1998  | 1999  | 2000  | 2001   | 2002   | 2003   | 2004    |
| Pořadí | 389. | ▲ 252. | ▲ 125. | ▲ 77. | ▼ 130. | ▲ 50. | ▲ 39. | ▼ 89. | ▲ 78. | ▲ 66. | ▲ 38. | ▼ 132. | ▼ 229. | ▼ 276. | ▼ 1063. |

### Čtyřhra
| Rok    | 1990 | 1991   | 1992  | 1993  | 1994   | 1995  | 1996  | 1997  | 1998  | 1999  | 2000  | 2001  | 2002  | 2003   | 2004    |
| Pořadí | 790. | ▲ 570. | ▲ 75. | ▲ 31. | ▼ 135. | ▲ 82. | ▼ 86. | ▲ 66. | ▲ 62. | ▲ 21. | ▼ 40. | ▲ 18. | ▼ 32. | ▼ 103. | ▼ 1760. |